# Seznam paní a vévodkyní z Bourbonu
Toto je seznam manželek panů a vévodů z Bourbonu v letech 950 až 1830.

## Paní z Bourbonu

### Rod Bourbonů, 950–1218
| Obrázek | Jméno | Otec | Narození | Sňatek | Paní od | Paní do | Úmrtí | Manžel          |
| --- | --- | --- | --- | --- | --- | --- | --- | --------------- |
| | Ermengarda | - | - | - | kolem roku 950 nástup manžela                                                                                         | před lednem 954 manželova smrt                                                                                        | - | Adhémar         |
| | Aldesinda | - | - | - | kolem roku 953 nástup manžela                                                                                         | po lednu 954 manželova smrt                                                                                           | - | Aymon I.        |
| | Rotgardis | - | - | před 10. červencem 961                                                                                                | před 10. červencem 961                                                                                                | před 11. červencem 971/10. července 972                                                                               | před 11. červencem 971/10. července 972                                                                               | Archambaud I.   |
| | Ermengarda | - | - | před rokem 1000 | před rokem 1000 | 21. května 1031/33 manželova smrt                                                                                     | 22. ledna po roce 1034                                                                                                | Archambaud II.  |
| | Beletruda | - | - | - | 21. května 1031/33 nástup manžela                                                                                     | - | - | Archambaud III. |
| | Aurea | - | - | - | - | 16. srpna 1078/33 manželova smrt                                                                                      | - | Archambaud III. |
| Jméno jeho manželky je neznámé, ale po jeho smrti se znovu provdala za Adélarda Guillebauta, pána z Château-Meillant. | Jméno jeho manželky je neznámé, ale po jeho smrti se znovu provdala za Adélarda Guillebauta, pána z Château-Meillant. | Jméno jeho manželky je neznámé, ale po jeho smrti se znovu provdala za Adélarda Guillebauta, pána z Château-Meillant. | Jméno jeho manželky je neznámé, ale po jeho smrti se znovu provdala za Adélarda Guillebauta, pána z Château-Meillant. | Jméno jeho manželky je neznámé, ale po jeho smrti se znovu provdala za Adélarda Guillebauta, pána z Château-Meillant. | Jméno jeho manželky je neznámé, ale po jeho smrti se znovu provdala za Adélarda Guillebauta, pána z Château-Meillant. | Jméno jeho manželky je neznámé, ale po jeho smrti se znovu provdala za Adélarda Guillebauta, pána z Château-Meillant. | Jméno jeho manželky je neznámé, ale po jeho smrti se znovu provdala za Adélarda Guillebauta, pána z Château-Meillant. | Archambaud V.   |
| | Adelinda z Nevers | Vilém I. z Nevers (Nevers)                                                                                            | - | 1099 | kolem 1116 nástup manžela                                                                                             | 1120 manželova smrt                                                                                                   | - | Aymon II.       |
| | Anežka Savojská | Humbert II. Savojský (Savojští)                                                                                       | 1104 | 25. ledna 1140 | 25. ledna 1140 | 1171 manželova smrt                                                                                                   | 1127 nebo po 1180 | Archambaud VII. |

### Rod Dampierre, 1228–1288
| Obrázek | Jméno                 | Otec                        | Narození | Sňatek          | Paní od                         | Paní do                       | Úmrtí | Manžel           |
| ------- | --------------------- | --------------------------- | -------- | --------------- | ------------------------------- | ----------------------------- | ----- | ---------------- |
|         | Béatrice de Montluçon | Archambaud, pán z Montluçon | -        | 1215            | 18. června 1228 manželův nástup | 23. srpna 1242 manželova smrt | -     | Archambaud VIII. |
|         | Jolanda ze Châtillonu | Guy II. ze Saint-Pol        | 1222     | 30. května 1228 | 23. srpna 1242 nástup manžela   | 15. ledna 1249 manželova smrt | 1254  | Archambaud IX.   |

### Burgundská dynastie, 1288–1310
Nikdo

### Kapetovci, větev Clermont 1310–1327
| Obrázek | Jméno           | Otec                        | Narození | Sňatek    | Paní od   | Paní do                              | Úmrtí     | Manžel    |
| ------- | --------------- | --------------------------- | -------- | --------- | --------- | ------------------------------------ | --------- | --------- |
|         | Marie z Avesnes | Jan II. Holandský (Avesnes) | 1280     | září 1310 | září 1310 | 27. prosince 1327 stala se vévodkyní | září 1354 | Ludvík I. |

## Vévodkyně z Bourbonu

### První období

#### Kapetovci,větev Bourbon, 1327–1523
| Obrázek | Jméno                   | Otec                                             | Narození      | Sňatek            | Vévodkyní od                     | Vévodkyní do                    | Úmrtí              | Manžel     |
| ------- | ----------------------- | ------------------------------------------------ | ------------- | ----------------- | -------------------------------- | ------------------------------- | ------------------ | ---------- |
|         | Marie z Avesnes         | Jan II. Holandský (Avesnes)                      | 1280          | září 1310         | 27. prosince 1327 nástup manžela | 29 January 1342 manželova smrt  | září 1354          | Ludvík I.  |
|         | Izabela z Valois        | Karel I. z Valois (Valois)                       | 1313          | 25. ledna 1336    | 29. ledna 1342 nástup manžela    | 19. září 1356 manželova smrt    | 26. července 1383  | Petr I.    |
|         | Anna z Auvergne         | Beraud II. z Auvergne                            | 1358          | leden 1370        | leden 1370                       | 19. srpna 1410 manželova smrt   | 22. září 1417      | Ludvík II. |
|         | Marie z Berry           | Jan z Berry (Valois)                             | 1370          | 21. června 1401   | 21. června 1401                  | 5. ledna 1434 manželova smrt    | červen 1434        | Jan I.     |
|         | Anežka Burgundská       | Jan I. Burgundský (Burgundská větev rodu Valois) | 1407          | 17. září 1425     | 5. ledna 1434 nástup manžela     | 4. prosince 1456 manželova smrt | 1. prosince 1476   | Karel I.   |
|         | Johana Francouzská      | Karel VII. Francouzský (Valois)                  | 1435          | 3. listopadu 1452 | 4. prosince 1456 nástup manžela  | 4. května 1482                  | 4. května 1482     | Jan II.    |
|         | Kateřina z Armagnacu    | Jakub z Armagnacu (Armagnacové)                  | 1466          | 28. srpna 1484    | 28. srpna 1484                   | 2. března 1487                  | 2. března 1487     | Jan II.    |
|         | Jana Bourbonská-Vendôme | Jan VIII. z Vendôme (Bourbon-La Marche)          | 1465          | 12. dubna 1487    | 12. dubna 1487                   | 1. dubna 1488 manželova smrt    | 22. ledna 1511     | Jan II.    |
|         | Anna Francouzská        | Ludvík XI. Francouzský (Valois)                  | 3. dubna 1461 | 3. listopadu 1473 | 15. dubna 1488 nástup manžela    | 10. října 1503 manželova smrt   | 14. listopadu 1522 | Petr II.   |

### Druhé období

#### Savojští, 1523–1531
Nikdo

### Třetí období

#### Valois-Angoulême, 1544–1545
Nikdo

### Čtvrté období

#### Valois-Angoulême, 1566–1574
Nikdo

### Páté období

#### Rod Bourbonů, 1661–1830
| Obrázek | Jméno                           | Otec                                                       | Narození         | Sňatek            | Vévodkyní od        | Vévodkyní do                            | Úmrtí           | Manžel          |
| ------- | ------------------------------- | ---------------------------------------------------------- | ---------------- | ----------------- | ------------------- | --------------------------------------- | --------------- | --------------- |
|         | Claire-Clémence de Maillé-Brézé | Urbain de Maillé-Brézé                                     | 25. února 1628   | únor 1641         | 1661 nástup manžela | 5. listopadu 1667 titul přešel na vnuka | 16. dubna 1694  | Ludvík          |
|         | Luisa Františka Bourbonská      | Ludvík XIV. Francouzský                                    | 1. června 1673   | 25. května 1685   | 25. května 1685     | 1. dubna 1709 stala se kněžnou z Condé  | 16. června 1743 | Ludvík          |
|         | Marie Anna Bourbonská           | František Ludvík Bourbon-Conti (Bourbon-Conti)             | 18. dubna 1689   | 9. srpna 1713     | 9. srpna 1713       | 21. března 1720                         | 21. března 1720 | Louis Henri     |
|         | Karolína Hesensko-Rotenburská   | Ernest Leopold Hesensko-Rotenburský (Hesensko-Rotenburští) | 18. srpna 1714   | 24. července 1728 | 24. července 1728   | 9. srpna 1736 smrt manžela              | 14. června 1741 | Louis Henri     |
|         | Šarlota de Rohan                | Karel de Rohan, kníže ze Soubise (Rohanové)                | 7. října 1737    | 3. května 1753    | 3. května 1753      | 13. dubna 1756                          | 4. března 1760  | Ludvík Josef    |
|         | Batilda Orleánská               | Ludvík Filip I. Orleánský (Bourbon-Orléans)                | 9. července 1750 | 24. dubna 1770    | 24. dubna 1770      | 10. ledna 1822                          | 10. ledna 1822  | Ludvík Jindřich |